# Uhls sjukdom
Uhls sjukdom (dilaterad högerkammarkardiomyopati) är en väldigt ovanlig hjärtsjukdom som drabbar hjärtats högra kammare, som utvidgas och får en partiell eller total avsaknad av myokardium. Ursprungligen beskrevs det som en medfödd sjukdom, men senare har man funnit liknande sjukdomsbild hos vuxna, som verkar ha utvecklat den i vuxen ålder. Vad sjukdomen beror på är inte känt. Kirurgisk behandling har ej givit lyckat resultat och behandlingsmetoden för närvarande som erbjuds till patienter med svårbehandlade fall av sjukdomen är hjärttransplantation.